# Хамидулин, Александр Михайлович
Александр Михайлович Хамидулин (род. 12 марта 1968) — российский футболист, игрок в мини-футбол, защитник. Более всего известен выступлениями за московский «Спартак». Выступал за сборную России по мини-футболу.

## Биография
Прежде чем перейти в мини-футбол, Хамидулин добился больших успехов в футзале AMF (футболе в залах). Он выигрывал титулы как в России, так и на европейской арене. На чемпионате Европы по футболу в залах 1995 года выиграл серебро и был признан лучшим игроком турнира. Вскоре перешёл в мини-футбол (хотя ранее он уже сыграл несколько матчей за мини-футбольные клубы «Саргон» и «Заря»). Новым клубом Хамидулина стала югорская «ТТГ-Ява». Там провёл три успешных сезона, после чего перешёл в московский «Минкас», позднее переименованный в «Спартак».
Именно в «Спартаке» прошёл самый яркий период карьеры Хамидулина. В сезоне 2000/01 красно-белые выиграли золото чемпионата, а он был признан лучшим игроком первенства. В следующем сезоне «Спартак» выиграл Кубок России — и вновь Хамидулин был признан лучшим игроком триумфального для его команды турнира. Именно на его счету оба забитых мяча в финале против московской «Дины». Был он одним из лидеров команды и в процессе завоевания ещё одного трофея — Суперкубка России. Также сыграл за красно-белых в Кубке УЕФА по мини-футболу, отметившись голом в ворота словацкого «Програма».
Осенью 2004 года Хамидулин покинул «Спартак» и перешёл в «Арбат». Затем он вернулся в футбол в залах, выступал за «Динамо», «Динамо-2» и другие клубы. А в конце 2010 года 42-летний Хамидулин стал игроком футзального «Спартака».
На счету Хамидулина 8 товарищеских матчей в составе сборной России по мини-футболу, пришедшихся на 2001 и 2002 год.

## Достижения
- Чемпион России по мини-футболу 2000/01
- Обладатель Кубка России по мини-футболу 2002
- Обладатель Суперкубка России по мини-футболу 2003

Личные:
- Лучший игрок чемпионата России 2000/01